# Montataire
Montataire is een gemeente in het Franse departement Oise (regio Hauts-de-France). De gemeente telde 13.944 inwoners op 1 januari 2022. De plaats maakt deel uit van het arrondissement Senlis. Het vormt met onder andere de steden Creil en Nogent-sur-Oise een agglomeratie (agglomération Creil Sud Oise).
Bezienswaardigheden zijn de 13e-eeuwse kerk Collégiale Notre-Dame en kasteel dat teruggaat tot de 12e eeuw maar in de 19e eeuw grotendeels werd herbouwd. Verder heeft de gemeente een rijk industrieel verleden. De voormalige fabriekshal Halle Perret werd in 2018 omgevormd tot een culturele site. 

## Geschiedenis
In de 12e eeuw werd een kasteel gebouwd waarrond de plaats Montataire groeide. Er kwam een romaans kerkje dat vervangen werd door een gotische kapittelkerk, gebouwd tussen 1225 en 1230. In 1358 speelde Montataire een rol tijdens de Jacquerie, een opstand van boeren. Guillaume Calle, een van de leiders van de opstand, had zijn hoofdkwartier in Montataire. 
In 1792 kwam er metaalnijverheid in de gemeente. In de 19e eeuw volgden fabrieken in verschillende sectoren. Montataire werd een arbeidersstad. Sinds de jaren 1960 is veel van de industrie verdwenen.

## Geografie
De oppervlakte van Montataire bedroeg op 1 januari 2022 10,66 vierkante kilometer; de bevolkingsdichtheid was toen 1.308,1 inwoners per km². De Thérain stroomt door de gemeente en mondt er uit in de Oise.
De onderstaande kaart toont de ligging van Montataire met de belangrijkste infrastructuur en aangrenzende gemeenten.

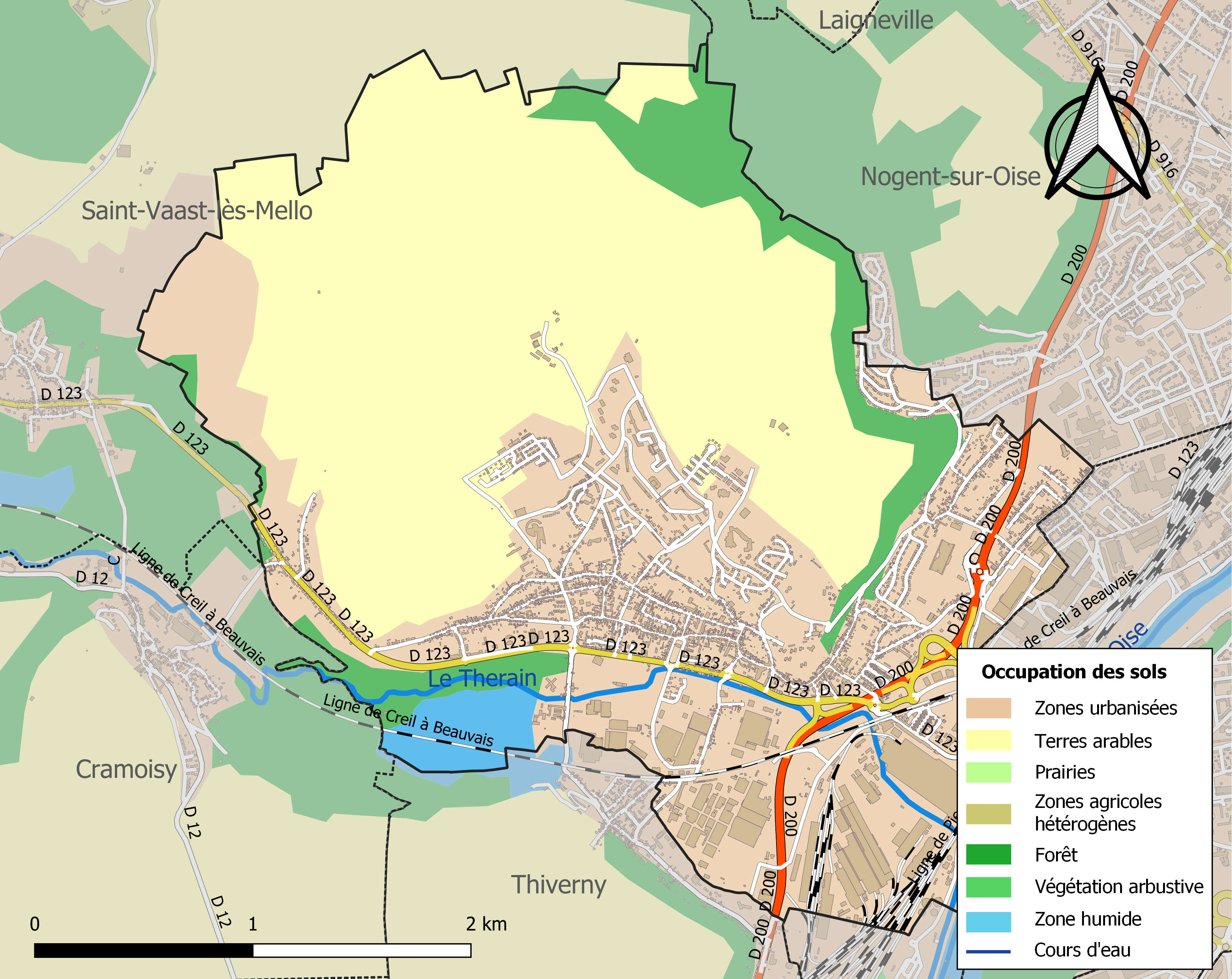

## Verkeer en vervoer
In de gemeente ligt spoorwegstation Montataire.

## Demografie
Onderstaande figuur toont het verloop van het inwonertal (bron: INSEE-tellingen).